# Рошешуар-Мортемар, Шарль-Огюст де
Шарль-Огюст де Рошешуар (фр. Charles-Auguste de Rochechouart; 10 октября 1714, Париж — 27 июня 1743, под Деттингеном), герцог де Мортемар, называемый герцогом де Рошешуаром, пэр Франции — французский офицер и придворный.

## Биография
Второй сын Луи II де Рошешуара, герцога де Мортемара, и Мари-Генриетты де Бовилье.
Принц де Тонне-Шарант, маркиз де Люссан, граф де Бюзансе и Паллюо, сеньор д'Аржи и д'Юзель, маркиз де Коэткан и граф де Комбур по праву жены. Первоначально титуловался маркизом де Люссаном, затем маркизом де Мортемаром.
4 декабря 1731 наследовал бездетному старшему брату как герцог, пэр и гранд Испании 1-го класса, принял куртуазный титул герцога де Рошешуара. 5 декабря получил пехотный полк Мортемара, принадлежавший брату. 14 января 1732 был назначен первым дворянином Палаты короля.
Во время войны за Польское наследство командовал своим полком при осаде Келя (1733), атаке Этлингенских линий и осаде Филиппсбурга (1734), а также в бою под Клаузеном (1735).
Бригадир (1.01.1740). С началом войны за Австрийское наследство 21 августа 1741 направлен во Фландрскую армию. 1 апреля 1743 был определен в Рейнскую армию, командовал полком в битве при Деттингене и был убит в этом сражении.

## Семья
Жена (1.03.1735): Огюстина де Коэткан (ум. 3.06.1746), дама де Комбур, единственная дочь Жюля-Мало де Коэткана, графа де Комбура, губернатора Сен-Мало, и Мари-Шарлотты-Элизабет де Николаи (приходилась мужу сводной сестрой). Вторым браком вышла за Луи-Шарля де Лоррена, графа де Бриона
Сын:
- Луи-Франсуа-Шарль-Огюстен (24.02.1740—21.12.1743, Париж), герцог де Мортемар, называемый герцогом де Рошешуаром, пэр Франции, гранд Испании 1-го класса, 21 июля 1743 формально назначен первым дворянином Палаты короля